# فرودگاه سورات
فرودگاه سورات (به انگلیسی: Surat Thani Airport) یک فرودگاه همگانی و نظامی با کد یاتا URT است که یک باند فرود آسفالت دارد و طول باند آن ۳۰۰۰ متر است. این فرودگاه در کشور تایلند قرار دارد و در ارتفاع ۸۷ متری از سطح دریا واقع شده است.